# 김만금
김만금(金萬金 1911년~1984년)은 조선민주주의인민공화국의 정치가이다. 평안남도 안주군(安州郡) 출생. 일본으로 유학, 일본 메이지 대학을 졸업하고 소련간부학교에 유학하였다. 59년 농업상이 되었다. 1959년 최고인민위원회 제2․3․5기 대의원, 노동당 중앙위원회 위원, 농업위원회 위원장, 부수상, 노동당 중앙위원회 농업부장, 중앙인민위원회 위원 등 요직을 역임하였고, 1972년 12월 정무원 부총리 겸 농업위원회 위원장이 되었다. 1973년 9월 정무원 부총리 및 농업위원회 위원장직에서 해임되었다가 복귀, 1978년 평양시 인민위원회 위원장이 되었다. 사후 대성산 혁명렬사릉에 안장되었다.
|  | 조선민주주의인민공화국의 농업상 1959년 ~ |

|  | 조선민주주의인민공화국의 농업위원회 위원장 ~ |

|  | 조선민주주의인민공화국의 농업위원회 위원장 1972년 12월 ~ 1973년 9월 |

|  | 조선민주주의인민공화국의 정무원 부총리 1972년 12월 ~ 1973년 9월 |

|  | 평양시 인민위원회 위원장 1978년 ~ 1984년 |